# Gonocephalus bornensis
Gonocephalus bornensis là một loài thằn lằn trong họ Agamidae. Loài này được Schlegel mô tả khoa học đầu tiên năm 1848.

## Hình ảnh

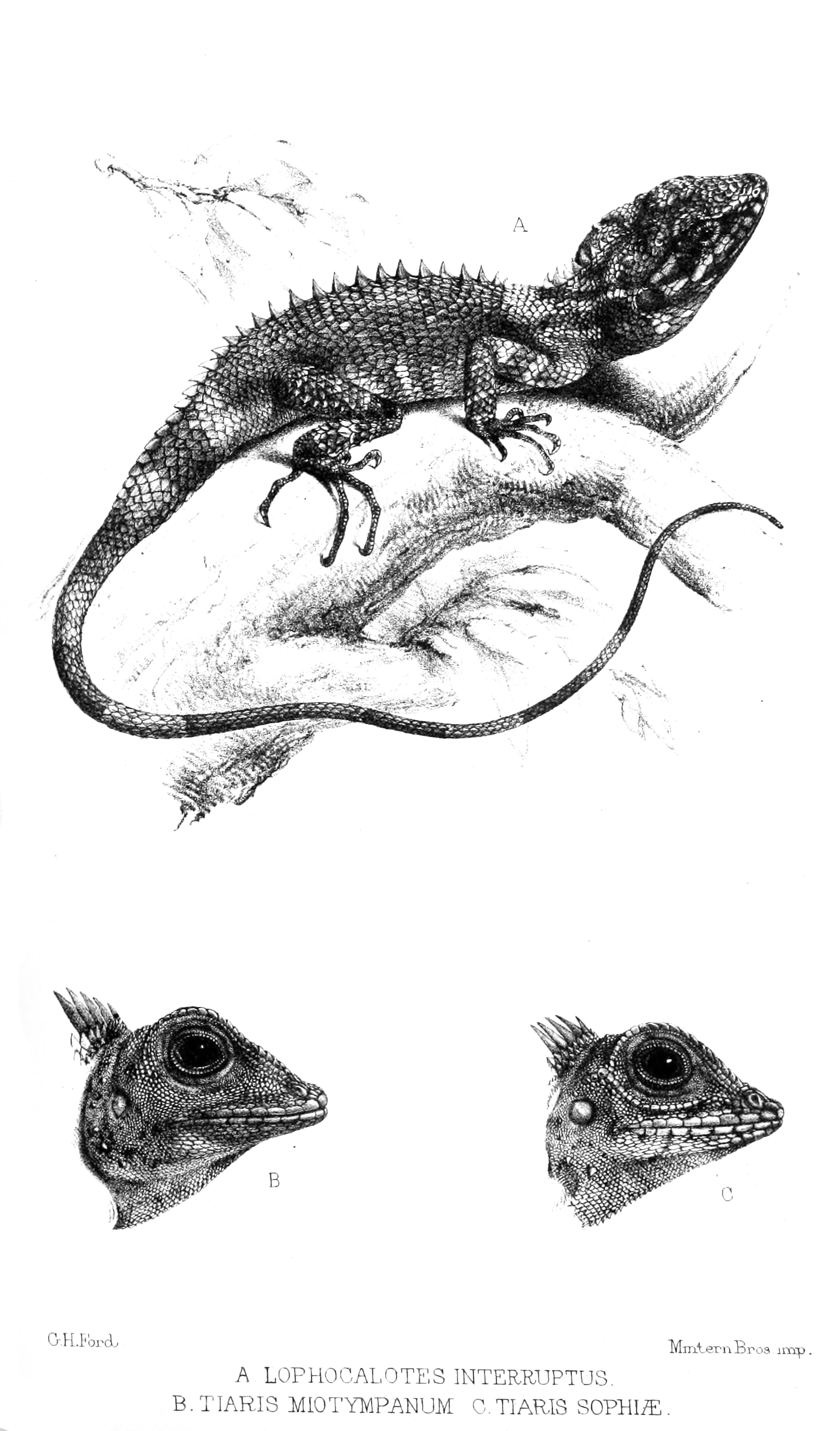